# 球状皮拉螺
球状皮拉螺（学名：Pellamora trochlearis），是中腹足目麂眼螺科Pellamora属的一种。主要分布于中国大陆，常栖息在潮间带。